# Saguinus inustus
Il tamarino dalla faccia chiazzata o tamarino venato (Saguinus inustus Schwartz, 1951) è un primate platirrino della famiglia dei Callitricidi.
Vive nella foresta pluviale lungo il corso del Rio Negro, in Brasile e Colombia. Una popolazione isolata pare si trovi al confine fra Colombia ed Ecuador.
Misura circa 70 cm di lunghezza, con la coda lunga quasi il doppio del corpo, per un peso di circa 600 g.

Il pelo è uniformemente nero, con la faccia nuda e nera, ma con aree depigmentate, da cui deriva il nome comune della specie. Questi animali mancano di pollici opponibili e possiedono unghie appuntite a guisa di artigli, ad eccezione per le unghie dei pollici, che sono larghe ed appiattite, simili a quelle umane.
Si tratta di animali diurni ed arboricoli: vivono in gruppi il cui numero di componenti è molto raramente superiore alle dieci unità. Solitamente i vari membri del gruppo non sono imparentati fra di loro: alla guida del gruppo vi è sempre una femmina dominante. I gruppi sono soliti marcare il proprio territorio tramite secreti delle ghiandole sottocaudali piuttosto che con le ghiandole soprapubiche.

Si nutrono di insetti e frutta, in proporzioni variabili a seconda della stagione: non possedendo i lunghi incisivi degli uistitì, non sono specializzati nel nutrirsi di essudati delle piante e per questo motivo solo in via del tutto eccezionale, come ad esempio in periodi di magra, fanno ricorso all'incisione dei tronchi d'albero per ricavarne linfa.

La femmina dominante, nonché l'unica a potersi accoppiare, dà alla luce solitamente due gemelli, che vengono presi in consegna da tutto il gruppo: in questa specie si osservano in egual misura fenomeni di monogamia e poliandria.